# Les Halles de Paris

A Canopée do Forum des Halles (2016).

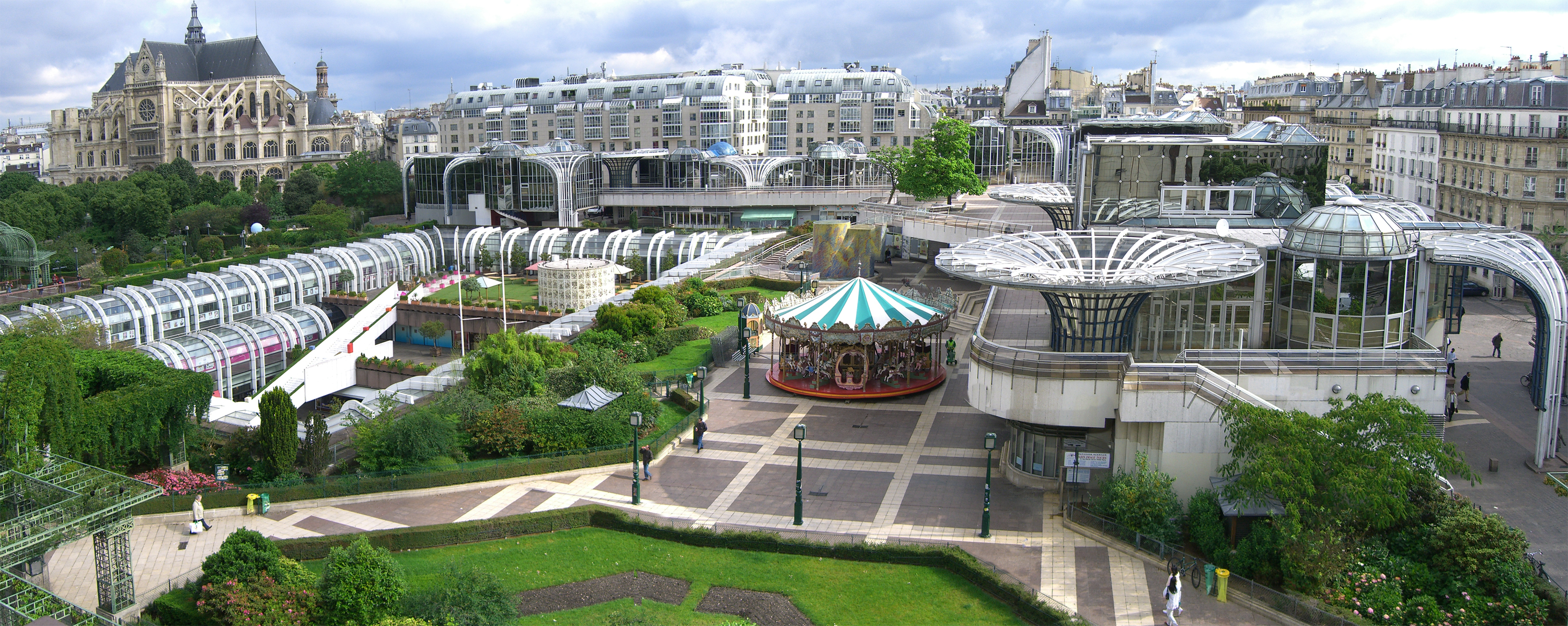
Panorama sobre Les Halles (2007).

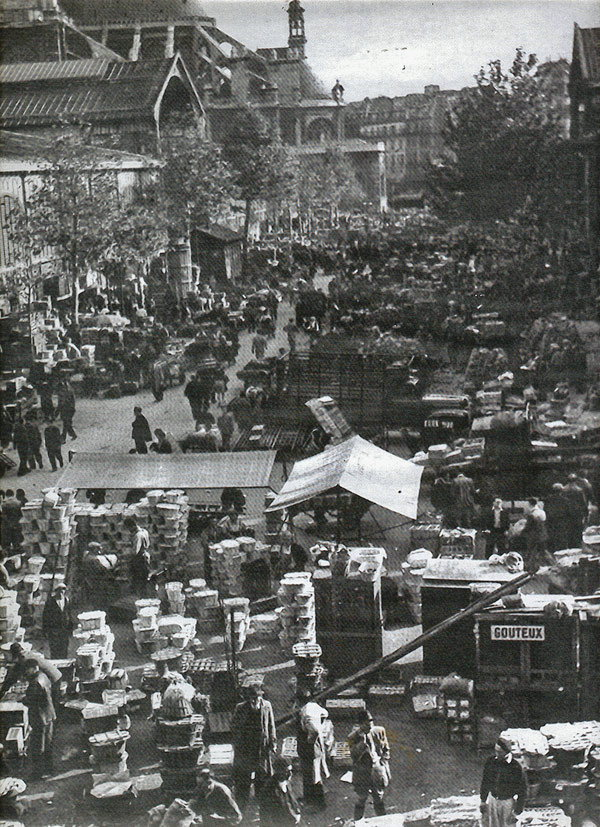
A rua central compartilhando les Halles em duas ao nível da cabeceira da Igreja de Saint-Eustache na década de 1970.

Les Halles de Paris foi um mercado atacadista de alimentos frescos localizado no coração de Paris, França, no 1º arrondissement, que deu seu nome ao Quartier des Halles. No auge de sua atividade e falta de espaço, as barracas dos mercadores se estabeleceram mesmo em ruas adjacentes.
O Mercado Les Halles foi criado pelo rei Filipe Augusto no lugar do antigo bairro judeu de Les Champeaux. Reformado em 1858, em Paris, serviu como centro principal de abastecimento para a cidade de Paris nos séculos XIX e parte do século XX. Este mercado central foi demolido em 1971 e substituído por um moderno shopping center subterrâneo, o Forum des Halles, cuja área central ao ar livre está abaixo do nível da rua, como um jardim submerso, e contém esculturas, fontes e mosaicos. A estação RER Châtelet - Les Halles, localizada abaixo do complexo é a maior estação subterrânea do mundo e permite o acesso de toda a Região Parisiense.
Recentemente o Forum des Halles passou por reformas, e seu jardim foi reinaugurado em 2016. Também foi reconstruído o mercado, e o local é envolto por uma canopée, uma estrutura de vidro e plantas.

## História
- 1137. Luís VI ordenou a transferência dos dois mercados (Marché Palu da Île de la Cité e o mercado central da Place de Grève, tornados insuficientes em face do crescimento da cidade) para o centro de Paris, em um lugar chamado Les Champeaux ("Pequenos Campos"), no local de pântanos antigos localizados além extramuros, na localização atual, incluindo a construção de uma grande sala no cruzamento estratégico de três estradas principais, a rue Saint-Denis, a rue Montmartre e a rue Saint-Honoré[1].
- 1181 - 1183. Filipe Augusto compra a feira Saint-Ladre ou Saint-Lazare, localizada nos faubourgs do norte da cidade e dependente do leprosário situado no enclos Saint-Lazare em 1183[2] ou 1181[3] e transferida para o mesmo local das futuras Halles. Dois edifícios cobertos são levantados para estabilizar o mercado novo em 1183. Muito interessado no desenvolvimento do mercado central, Filipe Augusto regula ele mesmo o comércio de produtos essenciais: carne, pão e vinho. Alguns anos mais tarde, Philippe-Auguste adquire a inteira propriedade do terreno, pagando uma taxa para o bispado de Paris. Este é um imenso bazar onde em locais especiais, se vende alimentos, têxteis, calçado, mercearia. Comerciantes se estabeleceram em abrigos especiais próximos das casas, onde ainda havia comércios de fabricantes. Assim, a rue de la Grande Friperie se torna o lugar de brechós. Aos poucos, outros comerciantes vieram para se instalar em torno daqueles que já tinham a sua localização. Dado o aumento do comércio, Filipe Augusto construiu o primeiro salão para negociantes de panos e tecelões, mas o mercado continuou a se expandir, de modo que em 1269 São Luís construiu três novos salões (o local na Idade Média continua a chamar mais frequentemente la Halle, em referência à de 1137): dois mercados são atribuídos aos negociantes de pano, o terceiro aos armarinhos e aos curtidores[4]. A partir do século XVI, tem em vista a sua reorganização e expansão das vias. O atacado de peixes aos Halles de Paris não era de balcão entre compradores e vendedores, mas em leilão e através de funcionários públicos[5].

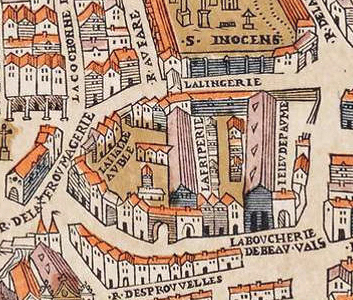
Les Halles no mapa de Truschet e Hoyau, de 1550.

- 1543. O "Édito de Reforma" de Francisco I decide a reconstrução das Halles por 29 anos. Ele faz isso de uma maneira que ganhe Paris, e o Tesouro também. Depois de um decreto de 20 de Setembro, ele ordenou "o leilão dos lugares vazios das halles" anunciando a renúncia dos Domínios ao direito de resgate e, em troca, os compradores fossem obrigados a cumprir, num prazo determinado, a demolição dos edifícios existentes e a reconstrução de "casas e mansões convenientes". Até 1572, constrói casas com, geralmente, no piso térreo, varandas cobertas e galerias conhecidas como os "pilares das Halles", que desapareceram durante a construção dos pavilhões Baltard. No centro das galerias arcadas está o "quadrado" do mercado de pão, manteiga, queijo e ovos[4].
- 1763. Construção da halle aux blés por Nicolas Le Camus de Mézières. A cúpula foi reconstruída por François-Joseph Bélanger em 1812.
- 1780 - 1789. O Cemitério dos Inocentes, perto da rua, entre as ruas rue Saint-Denis, de la Lingerie, de la Ferronerie e aux Fers, por sua vez são convertidos em um mercado de flores, frutas e legumes, que faz dobrar de superfície les Halles.[4]. A Revolução Francesa e o Primeiro Império mudam o projeto urbano da cidade. O coração de Paris sofre de problemas de higiene e segurança e começa a se interrogar sobre o abastecimento da capital.
- Em 1808, Napoleão empreendeu uma reorganização consistente dos mercados cobertos e preparou as regulamentações sobre o abate de animais. Ele pretende construir um salão central entre o mercado dos Inocentes e a halle aux blés.
- Em 1842, os problemas de circulação e de higiene continuam, o prefeito Rambuteau cria a Comissão das Halles, cuja missão é estudar o interesse de manter as Halles para o seu local ou para se deslocar.
- Em 1848, um concurso de arquitetura foi lançado e ganho por Victor Baltard.
- Em 1854, depois de muitas tentativas e hesitações e apresentação de projetos alternativos como o de Thorel[6], Victor Baltard apresenta o seu projeto final de 1854. Ele planeja construir doze casas cobertas com paredes de vidro de vidro e lança colunas de ferro. Estes pavilhões são agrupados em dois grupos separados por uma rua central a céu aberto localizada na cabeceira da Igreja de Saint-Eustache (seguindo a rota da atual Allée André Breton), cada um dos seis pavilhões dos dois grupos sendo unidos por ruas cobertas.
- Entre 1852 e 1870, dez pavilhões foram construídos, a construção dos dois últimos terminaram em 1936[7]. Cada pavilhão tem a sua especialidade (o número 3 para a carne, o número 9 para os peixes...). Frutas e legumes são vendidos no Quadrado, nas passarelas cobertas e nas ruas circundantes.

As caves possuiam vendedores de legumes, manteiga, ovos...
Eles são o cenário principal de O Ventre de Paris de Émile Zola.
- 1960. Em 14 de março, a transferência do mercado des Halles para Rungis e La Villette é decidida.
- 1963. O prefeito de Paris propõe a renovação da margem direita, do Sena à Gare de l'Est. 670 hectares e 150000 habitantes estão em causa. O projeto está atrasado, mas o Conselho de Paris cria uma Sociedade de estudos de planejamento des Halles e setores limítrofes.
- 1968. Os primeiros projetos de desenvolvimento são empurrados pelo Conselho de Paris. A superfície da renovação é reduzida de 32 a 15 hectares, o resto será objeto de uma reabilitação. Um desenvolvimento subterrâneo é previsto.
- 1969. Transferência para o mercado para Rungis e La Villette entre 27 de fevereiro e 1 de março. Este considerado na época como o "movimento do século" concerna 20000 pessoas, 1000 empresas atacadistas, 10000 m³ de material, 5000 toneladas de mercadorias e 1500 caminhões[9]. Em 3 e 4 de março, o mercado de Rungis abriu oficialmente suas portas. 
Enquanto isso, o início dos trabalhos de demolição, que terá lugar dois anos depois, o prefeito de Paris autoriza a organização de eventos culturais nos pavilhões[10].
 O presidente da República George Pompidou decidiu construir um centro cultural em Beaubourg.
- 1970. Criação de uma Zona de Desenvolvimento Conjunto decisão de desenvolver o futuro bairro do Relógio.
- 1971. Demolição das seis primeiras casas situadas a leste da rua Baltard para a construção da estação RER e do Forum.
- 1973. Demolição dos pavilhões de carne, sul das das ilhotas e das ilhotas das Beaubourg. Durante o verão, o filme de Marco Ferreri, Touche pas à la femme blanche!, é passado no "buraco" das Halles. Ele também aparece em The Tenant de Roman Polanski.

Dois desses pavilhões serão preservados:

• O Nº 8, que abrigava o mercado dos ovos e de aves, é desmontado e reconstruído em Nogent-sur-Marne para abrigar uma sala de espetáculos chamada "Pavillon Baltard".

• O segundo que é encontrado em um parque na cidade de Yokohama, no Japão, contém apenas a parte superior da estrutura inicial de ferro fundido.

Os materiais de construção de todos os pavilhões demolidos foram vendidos para a sucata.
- 1974. Eleito Presidente da República, Valéry Giscard d'Estaing decide o abandono do centro do comércio internacional e a criação de um jardim em seu lugar.
- 1975. Escolhido pelo projeto parisienses é rejeitado em favor na primeira vez que o arquiteto espanhol Ricardo Bofill e Jean Willerval. O shopping center "le Forum" é do arquiteto Claude Vasconi. Um concurso foi organizado pela primeira vez para o desenvolvimento da parte Lescot diretamente acima da estação RER. A equipe de arquitetos Georges Pencreac'h e Claude Vasconi ganharam com o projeto do Forum des Halles, que foi inaugurado em 1979. Uma segunda consulta é então organizada para a parte aérea, feita pelo Ricardo Bofill, cujo projeto para o avanço da construção da fachada na R+2, antes que o prefeito de Paris (Jacques Chirac) decida impor em vez do arquiteto Jean Willerval e seus "guarda-chuvas", inaugurados em 1983. Este será um fracasso completo.
- 1977. Inauguração da estação do RER em 7 de dezembro, e relocalização da estação de Les Halles da Linha 4 para uma melhor correspondência.
- 1979. Inauguração do centro de comércio e lazer em 4 de setembro.
- 1983. Construção de dois hotéis, habitação e escritórios.
- 1985. A abertura da segunda parte do Forum subterrâneo (Arquiteto: Paul Chemetov).
- 1986. Projeto do jardim por Louis Arretche.
- 1989. Inauguração do Parc océanique Cousteau, em julho.
- 2004. Um concurso de arquitetura foi lançado pela prefeitura para uma renovação total do bairro. Quatro equipes de arquitetos foram selecionadas: Jean Nouvel, MVRDV/Winy Maas, OMA/Rem Koolhaas e David Mangin. Em 15 de dezembro, o prefeito de Paris Bertrand Delanoë anuncia a escolha da comissão de concurso para a remodelação das Halles de Paris. É o projeto do arquiteto e urbanista francês David Mangin que ganha o voto, mais por sua tendência para o projeto em si que não se concretizará como tal. Seu papel é o de coordenar a implementação do projeto, que ele produziu uma parte. As condições que levaram a essa escolha dispararam uma polêmica importante entre muitos observadores do urbanismo parisiense. Uma competição internacional foi organizada para determinar o projeto final. Os primeiros trabalhos foram iniciados em 2009.
- 2007. Em julho de 2007, os arquitetos franceses Patrick Berger e Jacques Anziutti o projeto ganharam do futuro "quadrado des Halles", que substitui o Forum des Halles[11].

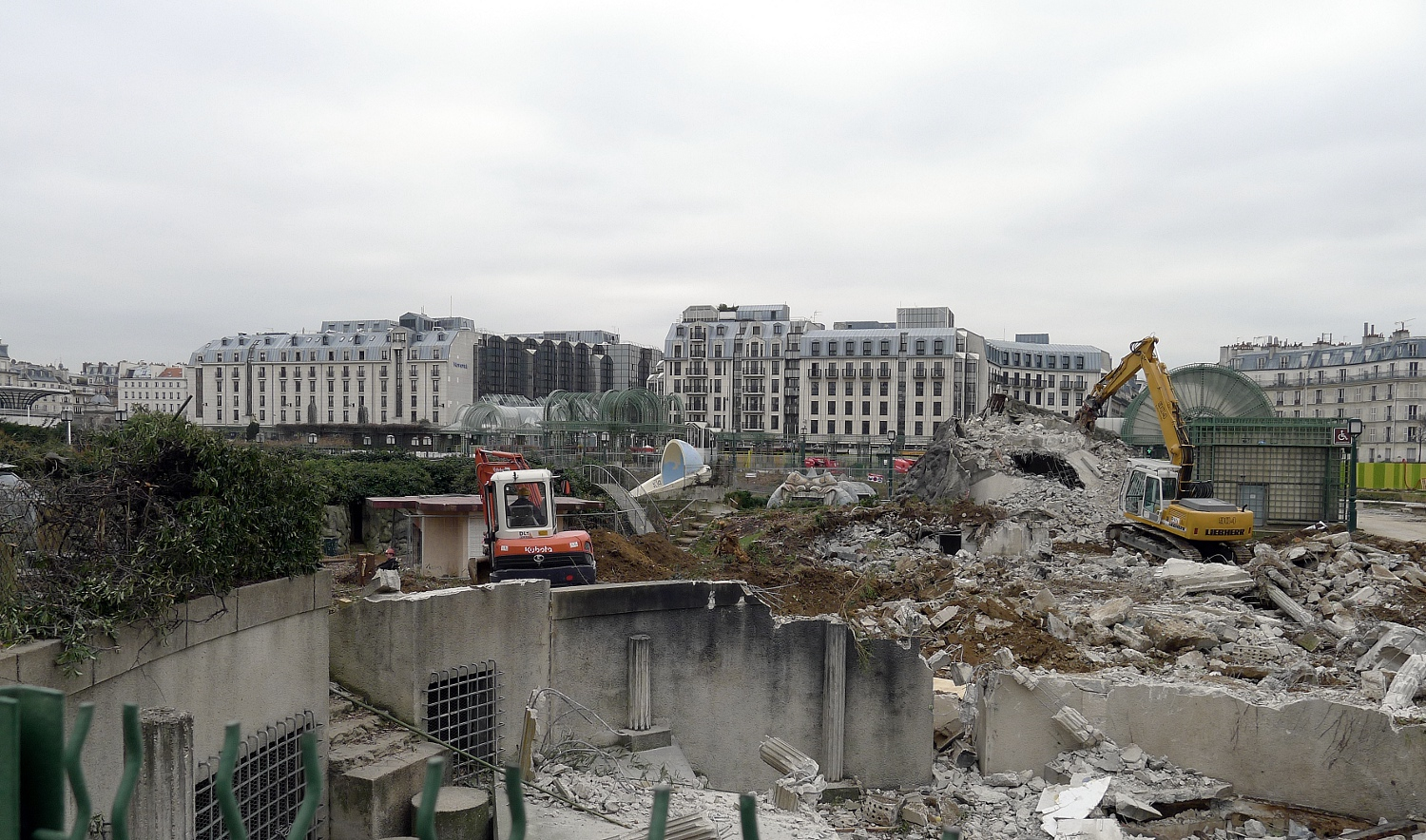
Trabalhos de renovação em fevereiro de 2011.

- 2010. Em abril, início dos trabalhos de redesenvolvimento[12]. A partir de 17 maio de 2011, fechamento de uma parte de rue des Halles à circulação de automóveis.
- 2011: A partir de 17 de Maio, uma parte da rue Les Halles é fechada ao trânsito de automóveis. Em 10 de maio de 2011 começa a remoção de amianto no interior dos pavilhões Willerval[13]
- 2016: Inauguração da Canopée (arquitetos Patrick Berger e Jacques Anziutti)